# Giuseppe Farinella
Giuseppe Farinella, soprannominato Don Peppino (San Mauro Castelverde, 24 dicembre 1925 – Parma, 5 settembre 2017), è stato un mafioso italiano, legato a Cosa Nostra.

## Biografia
Per molti anni Giuseppe "Don Peppino" Farinella fu capo incontrastato della zona. In seguito divenne capo del mandamento di San Mauro Castelverde (o delle Madonie), esso è uno dei più vasti mandamenti, e va da Gangi fino a Mistretta, in provincia di Messina. Secondo i pentiti Salvatore Cancemi, Francesco Di Carlo e Giovanni Brusca, Farinella è stato membro della Commissione, dalla fine degli anni '70 fino al suo arresto, avvenuto nel 1992.
Durante la seconda guerra di mafia, la famiglia Farinella si schierò a fianco dei Corleonesi, ma a causa del relativo isolamento di San Mauro Castelverde, non ebbe un ruolo attivo nella guerra. Era considerato un fedelissimo di Riina e Provenzano.
Don Peppino era un mafioso vecchio stampo, non permetteva ai suoi uomini di chiedere il pizzo ai negozianti locali, cosa comune tra i mafiosi delle campagne. I ricavi non erano considerati utili rispetto ai soldi che potevano essere estorti alle imprese che vincevano appalti pubblici nel settore delle costruzioni. Inoltre, non estorcere ai negozianti locali, Farinella aumentò la sua legittimità tra la gente del posto: "Don Peppino non voleva che i suoi uomini estorcessero un pizzo ai negozianti, secondo una vittima, perché questi ultimi, a differenza degli imprenditori, non svolgevano alcuna attività speculativa e perché lui... pensava che chiedere ai negozianti una tangente sembrava come chiedere l'elemosina".
Nel 1988 il primo a svelare il ruolo di Don Peppino Farinella all'interno di Cosa nostra fu il pentito Antonino Calderone, che permise al giudice Giovanni Falcone di farlo arrestare: una decina di giorni dopo, all'alba del 29 marzo, decine di auto e di mezzi blindati dei carabinieri circondarono e bloccarono tutte le cittadine del comprensorio delle Madonie, arrestando due funzionari del comune di Cefalù, due dipendenti regionali e sei imprenditori, accusati di pilotare tutti gli appalti pubblici della zona per conto di Don Peppino. L'inchiesta sulla mafia delle Madonie fu causa di contrasti tra il consigliere istruttore Antonino Meli e Falcone, il quale avrebbe voluto seguire personalmente le investigazioni. La Cassazione accolse invece la proposta di Meli di affidare l'indagine alla Procura di Termini Imerese, nel cui territorio sono comprese le Madonie.
Risulta che Farinella, nei primi anni novanta, estendeva la sua influenza dal mandamento di San Mauro Castelverde fino a Barcellona Pozzo di Gotto e a Tortorici, nel messinese. Sua alleata era infatti la cosca tortoriciana, chiamata I'ssunti, capeggiata da Orlando Galati Giordano (poi divenuto collaboratore di giustizia), che si contrapponeva a quella dei Bontempo Scavo, alleata invece del "cane sciolto" Pino Chiofalo, legato alla 'ndrangheta ed avversario di Cosa nostra. Nel 1991, Farinella è stato anche il "padrino" d'affiliazione mafiosa di Giuseppe Gullotti, detto l'avvocaticchio, diventato il boss indiscusso di Barcellona Pozzo di Gotto dopo l'arresto di Pino Chiofalo nel 1987 e condannato come mandante dell'omicidio del giornalista Beppe Alfano, assassinato nel 1993.

### Morte
È morto il 5 settembre 2017 nell'ospedale di Parma, a causa di complicanze dovute da un ictus avuto cinque mesi prima. Era in regime di 41bis dal 1994 ed era il più vecchio boss in regime di carcere duro in vita.

## Arresto e condanne

### Arresto
Farinella venne arrestato il 21 marzo 1992. Dopo il suo arresto, gli succedette a capo del mandamento il figlio Domenico detto "Mico".
Nel 1993 Giuseppe Farinella e altri 300 boss, vennero graziati dal Presidente della Repubblica Oscar Luigi Scalfaro e dal Presidente del Consiglio Carlo Azeglio Ciampi. Molti boss finiti in carcere durante il blitz delle Madonie beneficiarono della grazia, tra di essi Giusi Farinella, cugino omonimo di Don Peppino, condannato a 4 anni, e l'imprenditore Giuseppe Ferrara, condannato a 2 anni e sei mesi. Mentre a Farinella fu revocato il regime di carcere duro, ma rimase in carcere. Fu Silvio Berlusconi, all'epoca Presidente del Consiglio, a firmare nel 1994 un nuovo 41bis per quei 300 boss, tra cui Giuseppe Farinella.
Secondo i pubblici ministeri, Farinella continuò a comandare anche all'interno del carcere. Era “portatore di un altissimo tasso di pericolosità sociale”, capo di un clan “ancora operante”, senza che vi fossero stati segnali di dissociazione, anzi “anche durante la detenzione ha continuato a comunicare con il sodalizio” e “si era dimostrato capace di mettervi a capo il figlio e poi il genero e di organizzare gravi delitti all’interno del carcere”.

### Condanne
- Nel gennaio 1993 venne condannato a 9 anni nel processo contro la mafia delle Madonie.[19]
- Nel 1997 venne condannato all'ergastolo per la Strage di Capaci insieme ai boss Salvatore Riina, Bernardo Provenzano, Pietro Aglieri, Bernardo Brusca, Giuseppe Calò, Raffaele Ganci, Nenè Geraci, Benedetto Spera, Nitto Santapaola, Salvatore Montalto, Giuseppe Graviano e Matteo Motisi[20].
- Nel 1998, al termine del processo bis sugli ulteriori mandanti dell'omicidio di Ninni Cassarà, Farinella ricevette l'ergastolo insieme ai boss Antonino Madonia, Salvatore Buscemi, Giuseppe Calò, Antonino Geraci, Salvatore Montalto e altri.[21]
- Nel 1999 venne condannato all'ergastolo per la strage di via D'Amelio, in quanto considerato membro della Cupola, e quindi mandante delle stragi[22].[17]

### Assoluzioni
- Venne processato come mandante dell'omicidio Lima, dove, in primo grado, fu ritenuto colpevole e condannato all'ergastolo e a cinque anni di reclusione[23]. Nel 2001 venne emanato il verdetto della Cassazione, che lo assolse con la seguente motivazione: "Non risultano specificate questioni circa il reato associativo."[24]
- Nel 2001, Farinella venne condannato, tramite rito abbreviato, a 30 anni per l'omicidio del giornalista Mario Francese insieme ai boss Salvatore Riina, Nenè Geraci, Francesco Madonia, Michele Greco, Pippo Calò e Leoluca Bagarella[25]. Nel 2003, la Cassazione assolse i boss Calò, Madonia e Farinella[26].